# Tyrone Guthrie
Pour les articles homonymes, voir Guthrie.

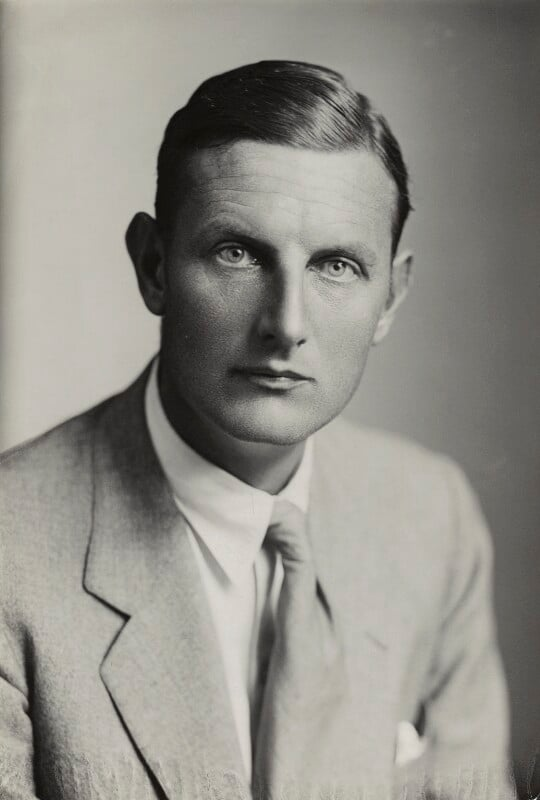
Tyrone Guthrie en 1947

Tyrone Guthrie, né le 2 juillet 1900 à Tunbridge Wells (Royaume-Uni) et mort le 15 mai 1971 à Dublin[réf. nécessaire] (Irlande), est un réalisateur, acteur et scénariste britannique.

## Filmographie

### Comme réalisateur
- 1938 : Trelawny of the Wells (TV)
- 1938 : Goodness, How Sad! (TV)
- 1952 : Carmen (TV)
- 1957 : Œdipus Rex

### Comme acteur
- 1938 : Vessel of Wrath : Dr Owen Jones
- 1938 : Tobias and the Angel (TV) : l'archange Raphael
- 1938 :  Vedettes du pavé (Sidewalks of London) : Gentry
- 1954 :  L'An un d'un festival : lui-même

### Comme scénariste
- 1956 : Approach to Theatre
- 1963 : The Bergonzi Hand (TV)